# Luftangriff auf die Gestapozentrale Aarhus
Der Luftangriff auf die Gestapozentrale Aarhus wurde am 31. Oktober 1944 mit 24 De Havilland DH.98 Mosquito der Royal Air Force (RAF) auf die Gestapozentrale in Aarhus geflogen, die sich in einem Gebäude der Universität Aarhus befand.

## Geschichte

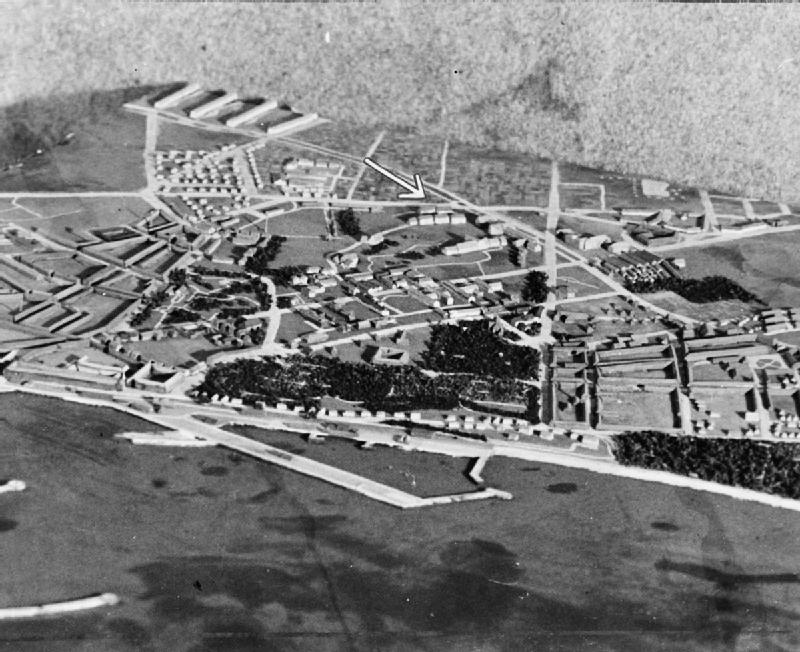
RAF-Modell von Aarhus für die Vorbereitung des Angriffs

Seit Herbst 1943 hatte sich die Gestapoarbeit unter dem Leiter der Sipo-Außenstelle Aarhus, Kriminalrat Schwitzgebel, als besonders effektiv und erfolgreich erwiesen. Die südjütländische Region III der dänischen Untergrundbewegung wurde mehrmals weitgehend aufgerollt und allein im September erfolgten 145 Festnahmen. Daher plante der britische Geheimdienst Special Operations Executive (SOE) zusammen mit einer Spezialeinheit der RAF nach dem Vorbild ähnlicher Angriffe auf Gestapogebäude in den Niederlanden und Frankreich einen gezielten Luftangriff. Dabei sollten die Gebäude und Unterlagen der Gestapo zerstört und zugleich den Gefangenen die Möglichkeit zur Flucht eröffnet werden.
Am Vormittag des 31. Oktobers 1944 erschienen überraschend 24 britische Mosquito-Bomber im Tiefflug und zerstörten die von der Gestapo genutzten Universitätsgebäude. Von den 106 Mitarbeitern der Sipo-Außenstelle wurden 39 getötet und 12 Gefangenen gelang die Flucht.
Aufgrund dieser Erfahrung wurden kurz darauf von den Deutschen Gefangene aus dem Vestre-Gefängnis ins Dachgeschoss des Shellhauses, der Gestapozentrale in Kopenhagen, verlegt. Die Kopenhagener Zentrale wurde ein halbes Jahr später ebenso bei einem Luftangriff im Tiefflug zerstört.